# Saint-Augustin (stanice metra v Paříži)
Saint-Augustin je stanice pařížského metra na lince 9 v 8. obvodu v Paříži. Nachází se pod Boulevardem Haussmann. Sama stanice je sice nepřestupní, ovšem podzemním tunelem se spojená se stanicí Saint-Lazare, kde je možné přestoupit na další linky metra a RER.

## Historie
Stanice byla otevřena 27. května 1923 při rozšíření linky ze stanice Trocadéro.
Stanice má ve směru na Mairie de Montreuil široké nástupiště. Dříve bylo z druhé strany obklopeno kolejí, se kterou se počítalo při rozvětvení linky do stanice Porte des Ternes. Toto rozšíření však nebylo nikdy realizováno a kolej byla zakryta.
V roce 2004 byla stanice propojena podzemní chodbou se stanicí Saint-Lazare, takže je možné pohodlně přestoupit na linky 3, 12, 13 a 14 a linku RER E.

## Název
Jméno stanice je odvozeno od názvu nedalekého kostela sv. Augustina.